# Ruta 21 (Uruguay)
La Ruta 21 es una de las carreteras nacionales de Uruguay. Fue designada con el nombre "Treinta y Tres Orientales" por ley 15.497 el 6 de diciembre de 1983.
Une las ciudades de Colonia del Sacramento y Mercedes.

## Trazado
Esta carretera recorre el litoral de los departamentos de Colonia y Soriano. Su trazado comienza en la ciudad de Colonia del Sacramento  y se dirige hacia el noroeste del departamento hasta la ciudad de Carmelo, desde allí prosigue hasta el empalme con la ruta 12, en los accesos a la ciudad de Nueva Palmira. Su recorrido continúa del lado norte de esta ciudad saliendo de la misma con dirección norte hasta la ciudad de Dolores. Luego de atravesar esta última ciudad su último tramo finaliza en la ciudad de Mercedes a la cual ingresa desde el sur.
Por esta ruta se registra el movimiento de un gran número de camiones de carga ya que la actividad agrícola en la región, conocida como "el granero del país", ha crecido en los últimos años. Toda esta producción tiene como destino el puerto  de Nueva Palmira.

## Hoja de Ruta
Detalle del recorrido según el kilometraje:

### Colonia

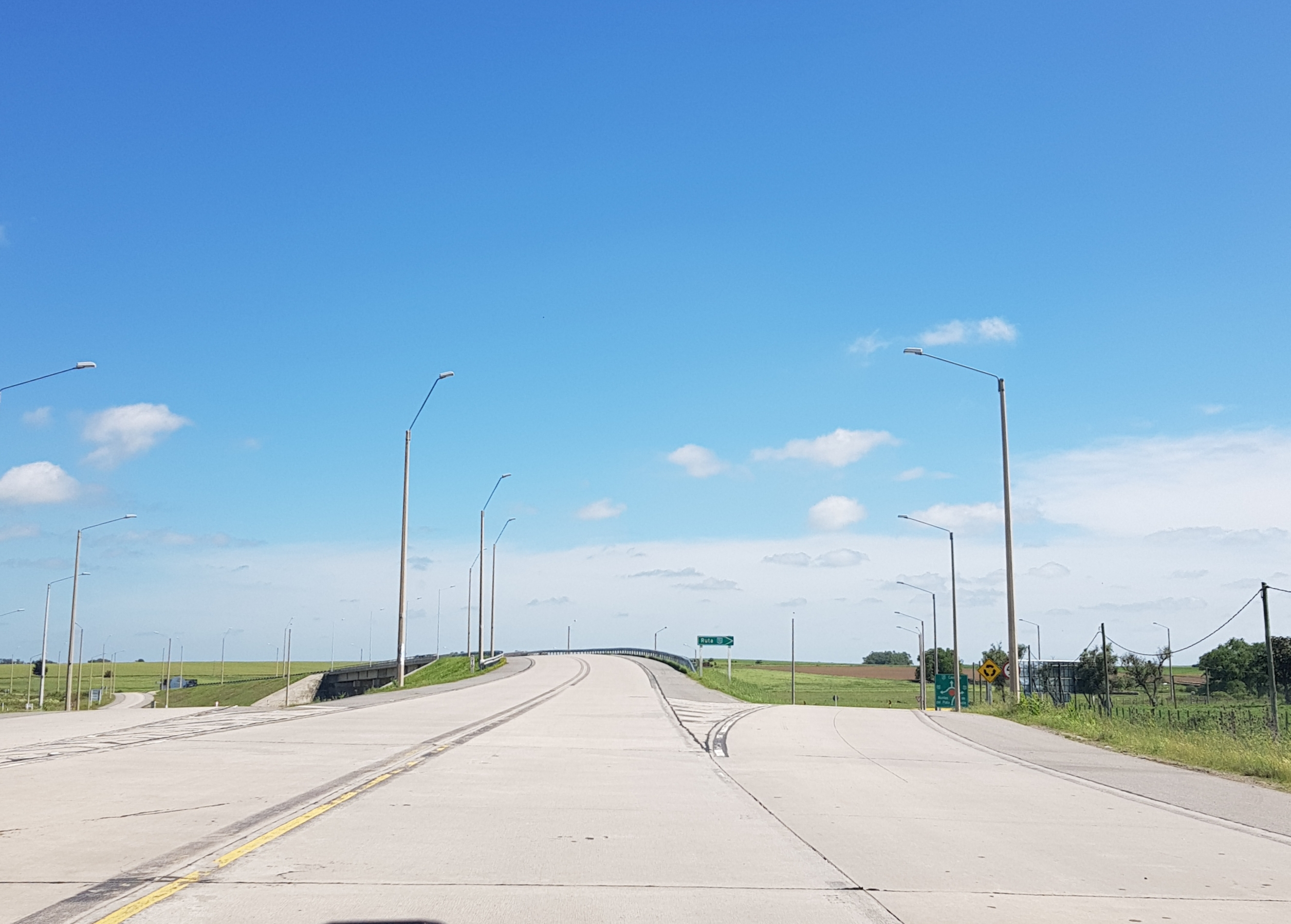
Ruta 21 en su cruce a desnivel con ruta 55 en el departamento de Colonia

- km 177.500: Inicio en la ciudad de Colonia del Sacramento y acceso a Ruta
- km 183.700: Centro poblado Piedra de los Indios y acceso a El Caño y a Complejo Carcelario - Unidad 14
- km 189.000: Centro poblado San Pedro, empalme con Ruta 83 y acceso a Brisas del Plata
- km 194.000: Arroyo San Pedro
- km 198.000: Acceso a Estancia Presidencial Anchorena
- km 202.000: Centro poblado Paso de la Horqueta
- km 204.100: Río San Juan
- km 207.700: Empalme con Ruta  (hacia Tarariras y Ruta ) y Arroyo Miguelete
- km 208.000 al 210.000: Doble vía - Los Cerros de San Juan
- km 219.000: Empalme con Ruta : hacia Ombúes de Lavalle, Ruta  y Ruta  (acceso norte) y Planta de Celulosa Montes del Plata, Puerto Inglés y Conchillas (acceso sur)
- km 222.400: Centro poblado Radial Conchillas y acceso a Pueblo Gil, Conchillas y Puerto Inglés
- km 241.300: Acceso a Calera de las Huérfanas
- km 249.000 Rotonda (Ex curva Mortalena): acceso a Carmelo (ruta vieja por el Puente Giratorio) y By Pass
- km 252.500: Arroyo de las Vacas (Puente nuevo - By Pass)
- km 253.000: Radial Av. Paraguay
- km 255.200: Radial Ruta : hacia Polancos y Ruta  (al norte) y ciudad de Carmelo (al sur)
- km 261.000: Entrada a Balneario Zagarzazú
- km 263.800: Arroyo de las Víboras (Puente Castells)
- km 271.000: Empalme con Ruta : hacia Cardona y Florencio Sánchez (al este) y Nueva Palmira (al oeste)

Se discontinúa el recorrido que se retoma al norte de Nueva Palmira
- km 279.000: Arroyo Sauce (Límite departamental Colonia-Soriano)

### Soriano
- km 283.500: Acceso a Pueblo Agraciada
- km 284.000: Entrada a Playa de la Agraciada
- km 288.800: Arroyo de la Agraciada
- km 303.200: Acceso a Colonia Concordia y balneario La Concordia
- km 308.000: Arroyo del Espinillo
- km 320.000: Ciudad de Dolores
- km 322.000: Río San Salvador
- km 323.000: Empalme con Ruta 105
- km 323.500: Empalme con  Ruta  a Villa Soriano
- km 325.800: Arroyo Magallanes
- km 328.500: Arroyo Bizcocho
- km 352.000: Empalme con Ruta 95
- km 352.800: Arroyo Dacá
- km 357.300: Ciudad de Mercedes, acceso a Ruta  y fin de la carretera

## Características
Estado y tipo de construcción de la carretera según el tramo 
| Tramo                                    | Tipo de Red           | Tipo de Construcción | Estado               |
| ---------------------------------------- | --------------------- | -------------------- | -------------------- |
| Colonia del Sacramento- Empalme con Ruta | Red Nacional Primaria | Carpeta asfáltica    | Muy bueno            |
| Empalme con Ruta - Carmelo               | Red Nacional Primaria | Carpeta asfáltica    | Excelente (En obras) |
| Carmelo - Nueva Palmira                  | Red Nacional Primaria | Carpeta asfáltica    | Bueno                |
| Nueva Palmira-Dolores                    | Red Nacional Primaria | Carpeta asfáltica    | Muy bueno            |
| Dolores-Mercedes                         | Red Nacional Primaria | Carpeta asfáltica    | Muy bueno            |

### Obras
- En 2008 se habilitó un tramo de 40 km a nuevo entre Nueva Palmira y Dolores. La obra supuso 450.000 metros cúbicos de tierra movida, 23.000 metros cúbicos de hormigón y cinco nuevos puentes.[6]